# Radomiak Radom w sezonie 1984/1985
Sezon 1984/1985 był dla Radomiaka Radom debiutem w ekstraklasie. Drużyna od 2 lat prowadzona była przez Józefa Antoniaka i Jura Zielińskiego. W poprzednim sezonie wywalczyła mistrzostwo grupy wschodniej II ligi, uzyskując awans do najwyższej klasy rozgrywek. Przez 3 pierwsze kolejki I ligi Radomiak utrzymywał pozycję lidera, a na zakończenie rundy jesiennej zajął 5. miejsce, nie przegrywając ani razu na własnym boisku. Z kolei wiosna okazała się słabsza w wykonaniu Zielonych. Mimo wygranej 5:1 z Górnikiem Wałbrzych w ostatniej serii spotkań, rozgrywki ukończyli na 15. miejscu i zostali zdegradowani do II ligi. Zgromadzili tyle samo punktów co Śląsk Wrocław, ale drużyna z Dolnego Śląska miała lepszy bilans bramkowy, dzięki czemu została w ekstraklasie.

## Okres przedsezonowy
W sezonie 1982/1983 Zieloni zostali mistrzami jesieni w rozgrywkach II ligi, jednak w rundzie wiosennej dali się wyprzedzić Motorowi Lublin. W kolejnym sezonie również prowadzili na półmetku turnieju ligowego, ale 20 czerwca 1984 roku w Warszawie zwycięstwem nad Hutnikiem 2:1 po bramkach Szymona Trzaskowskiego i Mirosława Banaszka zapewnili sobie mistrzostwo i tym samym awans do I ligi. 
Z inicjatywy prezesa Ryszarda Antoniewicza Radomiak został wzmocniony 3 zawodnikami: Adamem Beneszem ze Stali Stoczni Szczecin, Andrzejem Szymankiem z Górnikiem Zabrze i Włodzimierzem Andrzejewskim z Broni Radom, który do zespołu dołączył w trakcie sezonu.

## Rozgrywki I ligi
Pierwszy mecz odbył się 11 sierpnia 1984 rok; na stadionie przy Struga Radomiak pokonał Bałtyk Gdynia 3:0 i jako pierwszy objął pozycję lidera I ligi. Wynik otworzył debiutujący w drużynie Andrzej Szymanek. Kolejne spotkanie było również zwycięskie, 1:0 z ŁKS-em Łódź. W 3. kolejce nastąpił podział punktów z Zagłębiem Sosnowiec; w 17. minucie bramka kapitana Pawła Zawadzkiego dała Zielonym prowadzenie, gospodarze zaś wyrównali w 2. połowie. Tydzień później w Szczecinie radomianie ponieśli pierwszą porażkę w lidze, ulegając miejscowej Pogoni 0:2, przez co stracili 1. miejsce w tabeli rozgrywek.
1 września przy 20-tysięcznej radomskiej publiczności Radomiak zremisował z obrońcą tytułu mistrza Polski, Lechem Poznań 1:1. W spotkaniu z Ruchem Chorzów poniósł kolejną porażkę i tracił już 4 punkty do liderującego Widzewa. W kolejnym meczu ze zdobywcą Pucharu Polski, Wisłą Kraków, w drużynie Zielonych zadebiutował Włodzimierz Andrzejewski, który na początku gry, po zagraniu Adama Benesza, niepilnowany, pokonał bramkarza rywali Jerzego Zajdę. Debiutant ustalił wynik spotkania 1:0. Po 7 kolejkach z 8 punktami na koncie Radomiak zajmował 6. miejsce.
Następnie w Radomiu przy zgromadzonych 17 tysiącach widzów podejmował Legię Warszawa. W 37. minucie prowadzący mecz sędzia, Ryszard Wdowiak z Legnicy, popełnił błąd, dyktując rzut karny dla gospodarzy za rzekome zagranie ręką przez Stefana Majewskiego. Jedenastkę wykorzystał Paweł Zawadzki. Arbiter wydawał budzące kontrowersje decyzje. W 50. minucie nie zauważył faulu na Andrzeju Niedziółce, a piłkę przejęła stołeczna drużyna i przeprowadziła szybki kontratak zakończony celnym strzałem Andrzeja Buncola. Mecz zakończył się podziałem punktów. Kolejne spotkanie Radomiak przegrał z Lechią Gdańsk na wyjeździe 1:2, natomiast na własnym stadionie wypełnionym 20-tysięczną publicznością pokonał łódzki Widzew po wykorzystanym rzucie karnym przez Zawadzkiego. Do końca rundy radomianom udało się odnieść jeszcze jedno zwycięstwo. Na początku listopada w pokonanym polu pozostawili zespół Motoru Lublin, a bramki dla Zielonych zdobyli: dwie Andrzejewski i jedną Banaszek. Radomiak także dwukrotnie przegrał (GKS Katowice, Górnik Zabrze), a rundę jesienną zakończył dwoma remisami kolejno ze Śląskiem Wrocław i Górnikiem Wałbrzych, plasując się w klasyfikacji ligowej na 5. miejscu.

### "Marsz" w dół tabeli
Rundę wiosenną Radomiak rozpoczął od bezbramkowego remisu z Bałtykiem Gdynia. Kolejne spotkania to dwie porażki z zespołami: ŁKS-u i Zagłębia Sosnowiec. Serię przegranych meczów przerwał pojedynek z Pogonią Szczecin, w którym nie padła ani jedna bramka. Potem Zieloni przegrali kolejno z Ruchem i Lechem. W Krakowie z kolei odnieśli pierwsze zwycięstwo w II rundzie. W 49. minucie arbiter podyktował rzut karny, który wykorzystał Zawadzki, a następnie po wyprowadzeniu kontrataku, w 77. minucie, Banaszek zagrał piłkę do Sajewicza, a ten strzelając z pełnego biegu, umieścił futbolówkę w siatce rywala i ustalił wynik meczu 2:0. Kolejne pojedynki zakończyły się porażkami z Legią i Widzewem oraz remisem z Lechią Gdańsk. 5 czerwca 1985 zwyciężyli na własnym boisku GKS Katowice 2:0 po trafieniach Sajewicza. Przegrane mecze z Motorem i ze Śląskiem oraz podział punktów z Górnikiem Zabrze spowodowały spadek Radomiaka na przedostatnie, 15. miejsce.

### Decydująca ostatnia kolejka
Po 29. kolejce ostatnia w klasyfikacji Wisła Kraków była pozbawiona szans na utrzymanie się w ekstraklasie. Radomiak tracił 1 punkt do Lechii (13. miejsce) i Bałtyku (14.), a 2 do Śląska, GKS-u i Pogoni (10. - 12.). O układzie dolnej części tabeli miały wpływ 4 mecze, które rozstrzygnęły się na niekorzyść radomskiego zespołu. Radomianie zwyciężyli 5:1 Górnik Wałbrzych po bramach Banaszka, dwóch Ogorzałka, Niedziółki i Sajewicza. Pogoń zremisowała z pewną wicemistrzostwa Legią, Wisła uległa Bałtykowi, a Lechia pokonała Śląsk Wrocław. Radomiakowi do utrzymania zabrakło 2 bramek. Zgromadził tyle samo punktów co drużyna z Dolnego Śląska, jednak miał słabszy bilans bramkowy i został zdegradowany do II ligi.

O tym, że spadniemy z ligi zadecydowano zimą w trakcie przerwy w rozgrywkach. Niestety, taki był wtedy układ wśród klubów ekstraklasy.

Po spadku Zieloni jeszcze przez 3 sezony grali na zapleczu ekstraklasy, po czym spadli do III ligi.

## Mecze ligowe w sezonie 1984/1985
| Nr | Data                    | Miejsce | Rywal              | Wynik | Strzelcy dla Radomiaka                                    |
| -- | ----------------------- | ------- | ------------------ | ----- | --------------------------------------------------------- |
| 1  | 11 sierpnia 1984        | D       | Bałtyk Gdynia      | 3:0   | Szymanek 8, Banaszek 39, Mrozek 68                        |
| 2  | 14 sierpnia 1984        | W       | ŁKS Łódź           | 1:0   | Sajewicz 68                                               |
| 3  | 18 sierpnia 1984        | D       | Zagłębie Sosnowiec | 1:1   | Zawadzki 17                                               |
| 4  | 25 sierpnia 1984        | W       | Pogoń Szczecin     | 0:2   |                                                           |
| 5  | 1 września 1984         | D       | Lech Poznań        | 1:1   | Szymanek 44                                               |
| 6  | 8 września 1984         | W       | Ruch Chorzów       | 1:2   | Szymanek 70                                               |
| 7  | 15 września 1984        | D       | Wisła Kraków       | 1:0   | Andrzejewski 13                                           |
| 8  | 22 września 1984        | D       | Legia Warszawa     | 1:1   | Zawadzki 37                                               |
| 9  | 29 września 1984        | W       | Lechia Gdańsk      | 1:2   | Niedziółka 26                                             |
| 10 | 6-7 października 1984   | D       | Widzew Łódź        | 1:0   | Zawadzki 73 (rzut karny)                                  |
| 11 | 20-21 października 1984 | W       | GKS Katowice       | 0:1   |                                                           |
| 12 | 3-4 listopada 1984      | D       | Motor Lublin       | 3:0   | Andrzejewski 14, 66, Banaszek 89                          |
| 13 | 10-11 listopada 1984    | W       | Górnik Zabrze      | 0:2   |                                                           |
| 14 | 17-18 listopada 1984    | D       | Śląsk Wrocław      | 0:0   |                                                           |
| 15 | 21 listopada 1984       | W       | Górnik Wałbrzych   | 1:1   | Szymanek 21                                               |
| 16 | 9-10 marca 1985         | W       | Bałtyk Gdynia      | 0:0   |                                                           |
| 17 | 16-17 marca 1985        | D       | ŁKS Łódź           | 0:2   |                                                           |
| 18 | 23 marca 1985           | W       | Zagłębie Sosnowiec | 1:2   | Sajewicz 17                                               |
| 19 | 26-27 marca 1984        | D       | Pogoń Szczecin     | 0:0   |                                                           |
| 20 | 6 kwietnia 1985         | W       | Lech Poznań        | 0:2   |                                                           |
| 21 | 13-14 kwietnia 1985     | D       | Ruch Chorzów       | 1:2   | Benesz 35 (rzut karny)                                    |
| 22 | 20-21 kwietnia 1984     | W       | Wisła Kraków       | 2:0   | Zawadzki 49 (rzut karny), Sajewicz 77                     |
| 23 | 5 maja 1985             | W       | Legia Warszawa     | 0:2   |                                                           |
| 24 | 9 maja 1985             | D       | Lechia Gdańsk      | 0:0   |                                                           |
| 25 | 23 maja 1985            | W       | Widzew Łódź        | 1:3   | Skonieczny 65                                             |
| 26 | 5 czerwca 1985          | D       | GKS Katowice       | 2:0   | Sajewicz 65, 70                                           |
| 27 | 8-9 czerwca 1985        | W       | Motor Lublin       | 1:2   | Sajewicz 23                                               |
| 28 | 15-16 czerwca 1985      | D       | Górnik Zabrze      | 1:1   | Sajewicz 80                                               |
| 29 | 19 czerwca 1985         | W       | Śląsk Wrocław      | 0:2   |                                                           |
| 30 | 23 czerwca 1985         | D       | Górnik Wałbrzych   | 5:1   | Banaszek 22, Ogorzałek 30, 71, Niedziółka 37, Sajewicz 83 |

- Gole Radomiaka podano w pierwszej kolejności.

### Czołówka klasyfikacji rundy jesiennej
| M | Nazwa klubu        | Mecze | Zwycięstwa | Remisy | Porażki | Bilans bramkowy | Punkty |
| 1 | Legia Warszawa     | 15    | 9          | 4      | 2       | 22 - 9          | 22     |
| 2 | Górnik Zabrze      | 15    | 9          | 3      | 3       | 16 – 5          | 21     |
| 3 | Lech Poznań        | 15    | 6          | 7      | 2       | 15 – 10         | 19     |
| 4 | Widzew Łódź        | 15    | 6          | 6      | 3       | 13 – 7          | 18     |
| 5 | Radomiak Radom     | 15    | 5          | 5      | 5       | 15 – 13         | 15     |
| 6 | Zagłębie Sosnowiec | 15    | 4          | 7      | 4       | 18 – 17         | 15     |
| 7 | GKS Katowice       | 15    | 4          | 7      | 4       | 12 – 12         | 15     |
| 8 | Śląsk Wrocław      | 15    | 5          | 4      | 6       | 17 – 16         | 14     |

### Klasyfikacja końcowa
| M  | Nazwa klubu        | Mecze | Zwycięstwa | Remisy | Porażki | Bilans bramkowy | Punkty |
| 1  | Górnik Zabrze      | 30    | 16         | 10     | 4       | 38 – 16         | 42     |
| 2  | Legia Warszawa     | 30    | 17         | 7      | 6       | 36 – 19         | 41     |
| 3  | Widzew Łódź        | 30    | 13         | 12     | 5       | 34 – 16         | 38     |
| 4  | Lech Poznań        | 30    | 14         | 10     | 6       | 41 – 31         | 38     |
| 5  | Zagłębie Sosnowiec | 30    | 11         | 9      | 10      | 37 – 38         | 31     |
| 6  | ŁKS Łódź           | 30    | 11         | 8      | 11      | 31 – 32         | 30     |
| 7  | Ruch Chorzów       | 30    | 10         | 9      | 11      | 28 – 28         | 29     |
| 8  | Górnik Wałbrzych   | 30    | 8          | 13     | 9       | 32 – 35         | 29     |
| 9  | Motor Lublin       | 30    | 9          | 9      | 12      | 30 – 36         | 27     |
| 10 | GKS Katowice       | 30    | 7          | 12     | 11      | 22 – 28         | 26     |
| 11 | Pogoń Szczecin     | 30    | 9          | 8      | 13      | 29 – 36         | 26     |
| 12 | Lechia Gdańsk      | 30    | 8          | 10     | 12      | 23 – 34         | 26     |
| 13 | Bałtyk Gdynia      | 30    | 9          | 8      | 13      | 22 – 35         | 26     |
| 14 | Śląsk Wrocław      | 30    | 8          | 9      | 13      | 34 – 36         | 25     |
| 15 | Radomiak Radom     | 30    | 8          | 9      | 13      | 29 – 32         | 25     |
| 16 | Wisła Kraków       | 30    | 7          | 7      | 16      | 19 – 33         | 21     |

Legenda:
| | Puchar Europy             |
| | Puchar UEFA               |
| | Puchar Zdobywców Pucharów |
| | Spadek do II ligi         |
| Widzew Łódź zdobywając Puchar Polski zakwalifikował się do Pucharu Zdobywców Pucharów. Zwolnione miejsce w Pucharze UEFA zajął Lech Poznań. |                           |

## Puchar Polski
Występujący w najwyższej klasie rozgrywek w Polsce Radomiak przystąpił w II rundzie, zwyciężając LZS Grudnia Wielka 3:2. Udział w rozgrywkach Pucharu Polski zakończył w III rundzie. W drugiej serii rzutów karnych uległ 4:5 Broni Radom.

## Zawodnicy

### Skład na sezon 1984/1985
| Bramkarze - Krzysztof Koszarski - Jan Makowiecki (wiosna) | Obrońcy - Ryszard Mrozek - Arkadiusz Skonieczny - Marek Sadowski - Paweł Zawadzki | Pomocnicy - Włodzimierz Andrzejewski - Adam Benesz - Mirosław Banaszek - Andrzej Niedziółka - Janusz Pietrasik - Marek Ogorzałek | Napastnicy - Janusz Rybak - Mirosław Sajewicz - Andrzej Szymanek - Marek Wojdaszka - Leszek Zgutka |

### Powołania do reprezentacji
W 1985 roku powołanie do kadry B reprezentacji Polski otrzymali Marek Sadowski i Andrzej Niedziółka na mecz z Czechosłowacją. W spotkaniu wystąpili obaj zawodnicy; Niedziółka strzelił jedną bramkę.

## Transfery do klubu
| Data | Poz. | Piłkarz                  | Transfer z             |
| ---- | ---- | ------------------------ | ---------------------- |
| 1984 | PO   | Adam Benesz              | Stal Stocznia Szczecin |
| 1984 | NA   | Andrzej Szymanek         | Górnik Zabrze          |
| 1984 | NA   | Włodzimierz Andrzejewski | Broń Radom             |
| 1985 | BR   | Jan Makowiecki           | Zwolenianka Zwoleń     |